# 博基馬
50°28′55″N 25°27′51″E / 50.48194°N 25.46417°E
博基馬（烏克蘭語：Бокійма），是烏克蘭西北部的村莊，隸屬里夫內州的杜布諾區。該村始建於1545年，面積21.7平方公里，海拔高度190米，2001年人口1,488，人口密度每平方公里68.2人。